# Hide Your Heart (canción)
«Hide Your Heart» es una canción grabada por la cantante galesa Bonnie Tyler, lanzada en su álbum de 1988 Hide Your Heart. La canción fue escrita por el guitarrista rítmico y vocalista de Kiss Paul Stanley, Desmond Child y Holly Knight. Aunque la canción no tuvo éxito en las listas, ha aparecido en varias compilaciones.

## Antecedentes
Escrita por Paul Stanley, Desmond Child, Holly Knight, «Hide Your Heart» fue rechazada originalmente por Kiss para su álbum de 1987 Crazy Nights. Stanley ofreció la canción a otros artistas, con Bonnie Tyler grabándola primero por su séptimo álbum de estudio Hide Your Heart. La canción más tarde apareció en el álbum de Kiss Hot in the Shade, el mismo mes fue lanzado el álbum de Ace Frehley Trouble Walkin', que también cuenta con una versión de «Hide Your Heart».

## Apariciones
«Hide Your Heart» aparece en los siguientes álbumes de Bonnie Tyler:
- Hide Your Heart
- The Very Best of Bonnie Tyler
- The Best (versión francesa)
- Power & Passion - The Very Best Of Bonnie Tyler
- Total Eclipse Anthology
- Ravishing: The Best of Bonnie Tyler
- Holding Out For A Hero - The Very Best Of Bonnie Tyler
- Best Of 3 CD
- Bonnie Tyler: The Collection
- All The Hits

## Versión de Kiss
La versión de Kiss de «Hide Your Heart» es la tercera de cuatro versiones publicadas en 1989. La primera versión fue por Molly Hatchet en su álbum Lightning Strikes Twice, lanzado el 6 de septiembre. La segunda versión fue por el exguitarrista de Kiss Ace Frehley, ofrecido en su cuarto álbum de estudio Trouble Walkin', que fue lanzado sólo cuatro días antes del álbum de Kiss Hot in the Shade. La última versión de la canción fue por Robin Beck, publicado el 9 de noviembre en su álbum Trouble Or Nothin. Un vídeo musical fue filmado en la parte superior del Hotel Royale en Los Ángeles. La canción no fue un gran éxito, su lugar más alto en las listas fue el número 59 en el Reino Unido. Paul Stanley interpretó la canción durante su gira 2006 en solitario en apoyo de su álbum Live to Win y aparece en su álbum en vivo/DVD One Live KISS. Se está reproduciendo actualmente de gira del 40 aniversario de la banda.

## Apariciones
«Hide Your Heart» aparece en los siguientes álbumes de Kiss:
- Hot in the Shade
- The Best of KISS, Volume 2: The Millennium Collection
- The Box Set

## Posicionamiento en las listas
| País (1989)                               | Mejor posición |
| ----------------------------------------- | -------------- |
| Listas musicales de Australia             | 76             |
| UK Singles Chart                          | 59             |
| U.S. Billboard Hot 100                    | 66             |
| U.S. Billboard Hot Mainstream Rock Tracks | 22             |

## Otras versiones
- Molly Hatchet - Lightning Strikes Twice
- Ace Frehley - Trouble Walkin'
- Robin Beck - Trouble or Nothin